# Casalta
Casalta (en corso A Casalta d'Ampugnani) es una comuna y población de Francia, en la región de Córcega, departamento de Alta Córcega.
Su población en el censo de 2008 era de 53 habitantes.